# ダミアン・ゴダン
ダミアン・ゴダン（Damien Gaudin、1986年8月20日 - ）は、フランス、ボープレオ出身の自転車競技（ロードレース、トラックレース）選手。

## 来歴

### 2003年
- クロノ・デ・エルビエ・ジュニア部門 優勝

### 2006年
- フランス選手権
  - マディソン 優勝（+ ティボー・マス）
  - U23・ポイントレース 優勝
  - U23・個人追抜 優勝

### 2007年
- パリ〜ルーベ・U23部門 優勝
- フランス選手権 U23・個人追抜 優勝

### 2008年
- フランス選手権 マディソン 優勝（+ セバスティアン・テュルゴ）

### 2009年
- フランス選手権 個人追抜 優勝

### 2011年
- フランス選手権 U23・団体追抜 優勝

### 2013年
- パリ〜ニース 区間1勝(プロローグ）
- ショレ＝ペイ・ド・ロワール 優勝
- パリ〜ルーベ 5位

### 2014年
- AG2R・ラ・モンディアルに移籍。

### 2017年
- トロ・ブロ・レオン 優勝
- ツール・ド・ルクセンブルク 区間優勝（プロローグ）
- ポルトガル一周 区間優勝（プロローグ）

### 2018年
- ディレクト・エネルジーに移籍。
- ツール・ド・ルクセンブルク 区間優勝（プロローグ）